# 인사이드 잡
《인사이드 잡》(영어: Inside Job)은 2010년 공개된 미국의 다큐멘터리 영화로, 찰스 퍼거슨 감독 작품이다. 2007–08년 세계 금융 위기를 소재로 하고 있다. 2010년 칸 영화제에서 처음 공개되었다. 제83회 아카데미 시상식에서 장편 다큐멘터리 상을 수상했다.

## 출연

### 주연
- 맷 데이먼
- 윌리엄 액크먼

### 조연
- 다니엘 엘퍼트
- 조나단 엘퍼트
- 시그리두르 베네딕도티르
- 벤 버난케
- 윌렘 뷔터
- 존 캠벨
- 존 캠벨
- 바니 프랭크
- 앨런 그린스펀
- 엘리엇 스피처
- 앤 커리

## 기타
- 협력프로듀서: 칼리야니 맘

## 내용
리먼 쇼크를 비롯한 세계 금융 위기의 실태를 전문가와 정치인의 인터뷰를 섞어 폭로되어 간다.

## 반응
영화는 매우 좋은 평을 받아 로튼토마토에서 98%을 기록했다.